# Rvati (Obrenovac)
Rvati (em cirílico:Рвати) é uma vila da Sérvia localizada no município de Obrenovac, pertencente ao distrito de Belgrado, na região de Posavina. A sua população era de 1208 habitantes segundo o censo de 2009.

## Demografia
| 1948 | 1953 | 1961  | 1971  | 1981  | 1991  | 2002  |
| ---- | ---- | ----- | ----- | ----- | ----- | ----- |
| 472  | 488  | 2 337 | 1 098 | 1 198 | 1 268 | 1 211 |